# Plagiochasma landii
Plagiochasma landii là một loài rêu trong họ Aytoniaceae. Loài này được A. Evans mô tả khoa học đầu tiên..